# Condalia
Genre
Condalia est un genre de plantes à fleurs de la tribu des Rhamneae et de la famille du Nerprun, les Rhamnaceae. 
Le nom a été donné en hommage à Antoni Condal (1745-1804), médecin, botaniste et naturaliste espagnol du XVIIIe siècle. Les espèces de ce genre sont des arbustes épineux originaires des déserts tropicaux et subtropicaux et des terres arbustives xériques d'Amérique du Nord et du Sud. Les aires de répartition de chaque espèce varient considérablement ; certaines espèces sont confinées dans quelques kilomètres-carrés seulement, tandis que d'autres peuvent se répartir sur des superficies allant jusqu'à 2 600 km2.

## Noms vernaculaires
Les espèces de Condalia sont souvent appelées « bois bleu » (bluewood), « aubépines violettes » (purple haw), « bois rond » (logwood), ou encore « bois de serpent » (snakewood). Certaines espèces de l'hémisphère sud sont connues sous le nom de piquillín ou yuna. Largement utilisé le nom « bois de serpent » n'indique cependant aucune espèce particulière.

## Liste d'espèces
Selon Catalogue of Life (22 août 2020) :
- Condalia brandegeei I. M. Johnston
- Condalia buxifolia Reiss.
- Condalia correllii M. C. Johnst.
- Condalia ericoides (A. Gray) M. C. Johnst.
- Condalia fasciculata I. M. Johnst.
- Condalia globosa (en) I. M. Johnst.
- Condalia henriquezii Boldingh
- Condalia hookeri M. C. Johnst.
- Condalia megacarpa Castell.
- Condalia mexicana Schltdl.
- Condalia microphylla (en) Cav.
- Condalia mirandana M. C. Johnst.
- Condalia montana Castellanos
- Condalia rigida Wigg.
- Condalia seleri Loes.
- Condalia sonorae Henrickson
- Condalia spathulata A. Gray
- Condalia thomasiana Fern. Alonso
- Condalia velutina I. M. Johnst.
- Condalia viridis I. M. Johnst.
- Condalia warnockii M. C. Johnst.
- Condalia weberbaueri Perkins

## Publication originale
- Antonio José Cavanilles, Icones et descriptiones plantarum, quae aut sponte in Hispania crescunt, aut in hortis hospitantur - Volumen VI (publication), Inconnu, 1801, [lire en ligne].